# Anopheles vestitipennis
Anopheles vestitipennis este o specie de țânțari din genul Anopheles, descrisă de Dyar și Kanb în anul 1906. Conform Catalogue of Life specia Anopheles vestitipennis nu are subspecii cunoscute.